# Jelizaveta Bryzhina
Jelizaveta Viktorivna Bryzhina (Oekraïens: Єлізавета Вікторівна Бризгіна) (Loehansk, 28 november 1989) is een Oekraïense sprintster, die gespecialiseerd is in de 200 m en de 60 m indoor. Zij nam tweemaal deel aan de Olympische Spelen en veroverde bij die gelegenheden eenmaal een bronzen medaille.

## Biografie

### Zilver en goud op EK
Bryzhina is een dochter van de voormalige atletes Olga Bryzgina en Viktor Bryzgin.
In 2010 behaalde Bryzhina haar eerste internationale medaille: op de Europese kampioenschappen in Barcelona liep ze op de 200 m in een persoonlijk record van 22,44 s naar een zilveren medaille (achter Myriam Soumaré). Op de 4 x 100 m estafette liep Bryzhina met het Oekraïense team enkele dagen nadien naar een gouden medaille. Het Oekraïense viertal bestond voorts uit Marija Rjemjen, Olesja Povch en Nataliya Pohrebnyak. Op de Olympische Spelen van 2012 in Londen nam ze deel aan de 200 m en de 4 x 100 m estafette. Op de 200 m sneuvelde ze in de halve finale met een tijd van 22,64. Bij het estafettelopen won ze een bronzen medaille in een nationaal record van 42,04.

### Schorsing
Tijdens de wereldkampioenschappen van 2013 in Moskou werd bij een dopingcontrole het verboden middel drostanolone bij Bryzhina aangetroffen. De IAAF strafte de Oekraïense hiervoor met een schorsing van twee jaar, ingaande op 15 augustus 2013 en aflopend op 27 augustus 2015.

## Titels
- Europees kampioene 4 x 100 m - 2010
- Oekraïens indoorkampioene 60 m – 2009

## Persoonlijke records
Outdoor
| Afstand | Prestatie | Datum        | Plaats     |
| ------- | --------- | ------------ | ---------- |
| 100 m   | 11,42     | 25 mei 2016  | Kirovohrad |
| 200 m   | 22,44     | 31 juli 2010 | Barcelona  |

Indoor
| Afstand | Prestatie | Datum            | Plaats  |
| ------- | --------- | ---------------- | ------- |
| 60 m    | 7,37      | 18 februari 2009 | Soemy   |
| 200 m   | 23,72     | 4 februari 2009  | Tallinn |
| 400 m   | 52,67     | 16 februari 2012 | Soemy   |

## Palmares

### 60 m
- 2009: 6e in serie EK indoor - 7,63 s

### 100 m
- 2008: 4e in serie WK U20 - 12,21 s

### 200 m
- 2007: 1e in ½ fin. EK U20 - 23,47 s
- 2008: 5e in serie WK U20 - 24,31 s
- 2010:  EK – 22,44 s
- 2010:  IAAF/VTB Bank Continental Cup - 23,37 s
- 2011: 4e in serie WK - 23,70 s
- 2012: 5e in serie OS - 22,64 s

### 4 x 100 m
- 2010:  EK – 42,29 s (NR)
- 2011:  Universiade - 43,33 s
- 2012:  OS - 42,04 s (NR)
- 2016: 6e OS - 42,36 s